# Ordinea de bătaie a Operațiunii „Izvorul Păcii”
Acest articol descrie ordinea de bătaie a intervenției militare turce din 2019 în nord-estul Siriei, codificată Operațiunea „Izvorul Păcii” de către Turcia. Forțelor pro-turce, care includ și Armata Națională Siriană, li se opun forțele Administrației Autonome a Nordului și Estului Siriei, care includ Forțele Democratice Siriene.

## Turcia și aliații săi
Turcia

 Forțele armate ale Turciei
- Forțele aeriene
- Forțele terestre
  - Armata a Doua
    - Corpul 6 de Armată
      - Brigada 5 Blindate
      - Brigada 11 Commando[1]

    - Corpul 8 de Armată
      - Brigada 4 Commando[2]

 Guvernul Interimar Sirian
 Armata Națională Siriană
- Legiunea 1
  -  Ahrar al-Sharqiya[3][4]
- Legiunea a 2-a
  -  Divizia Hamza[4]
    - Brigada șoimilor kurzi[5]

  -  Brigăzile Turkmenilor Sirieni
    -  Divizia Sultanul Murad[4]
      - Brigada Suleiman-Șah

  -  Jaysh al-Islam
- Legiunea a 3-a
  - Frontul Levantului
    - Brigada Furtuna Nordului[6]

  - Corpurile Gloriei[7]
- Legiunea a 5-a
  -  Ahrar al-Sham[8]

## Forțele Democratice Siriene și aliații lor
Rojava

 Forțele Democratice Siriene
- Unitățile de Apărare a Poporului (YPG)
- Unitățile Feminine de Apărare (YPJ)
- Consiliul Militar Siriac (MFS)[9]
- Brigada Martir Nubar Ozanyan[10]
- Consiliile militare ale Forțelor Democratice Siriene
  -  Consiliul Militar Serê Kanîyê
  -  Consiliul Militar Tell Abyad[11]
    -  Liwa Ahrar al-Raqqa[12]
    - Liwa al-Tahrir
    -  Jaysh al-Thuwar‌[13][4]
    - Jabhat al-Akrad
    - Thuwar Tal Abyad
    - Voluntarii clanului Annaba

  - Consiliul Militar Al-Hawl[14]

 Forțele de securitate ale Rojavei
- Asayîș[15]
- Forțele Civile de Apărare (HCP)[9]